# Дымковская игрушка

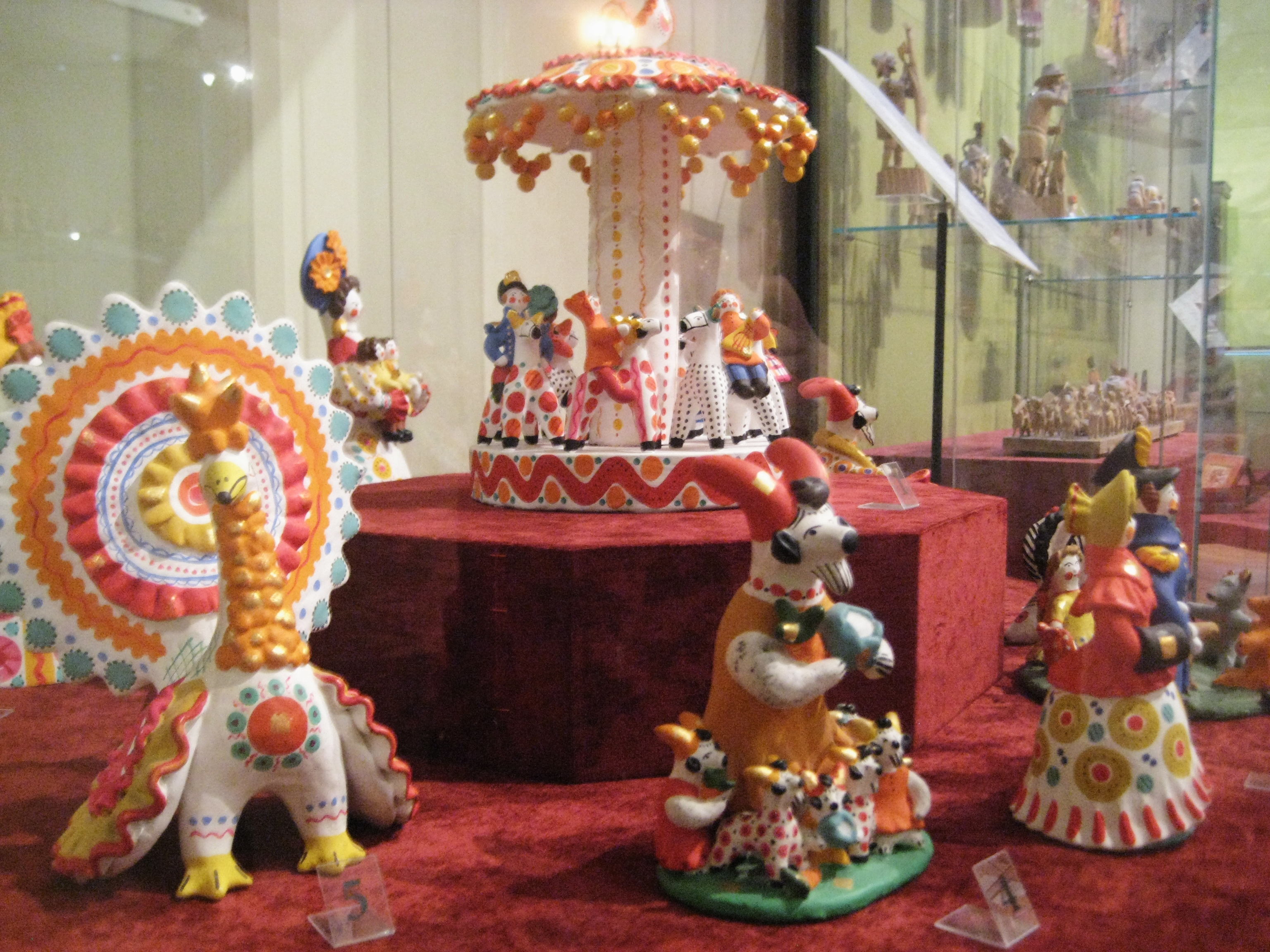
Дымковская игрушка, Всероссийский музей декоративно-прикладного и народного искусства

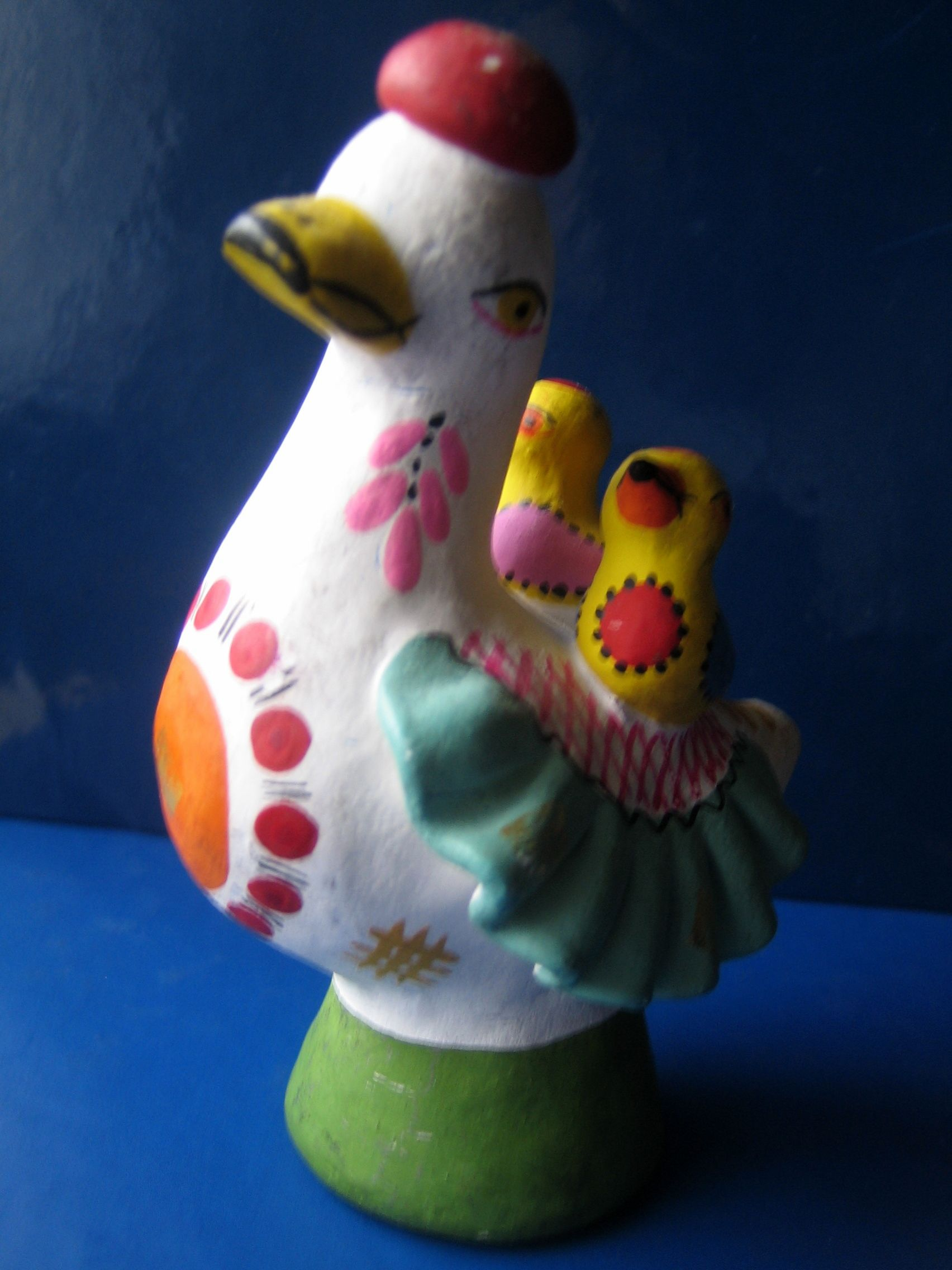
Дымковская игрушка

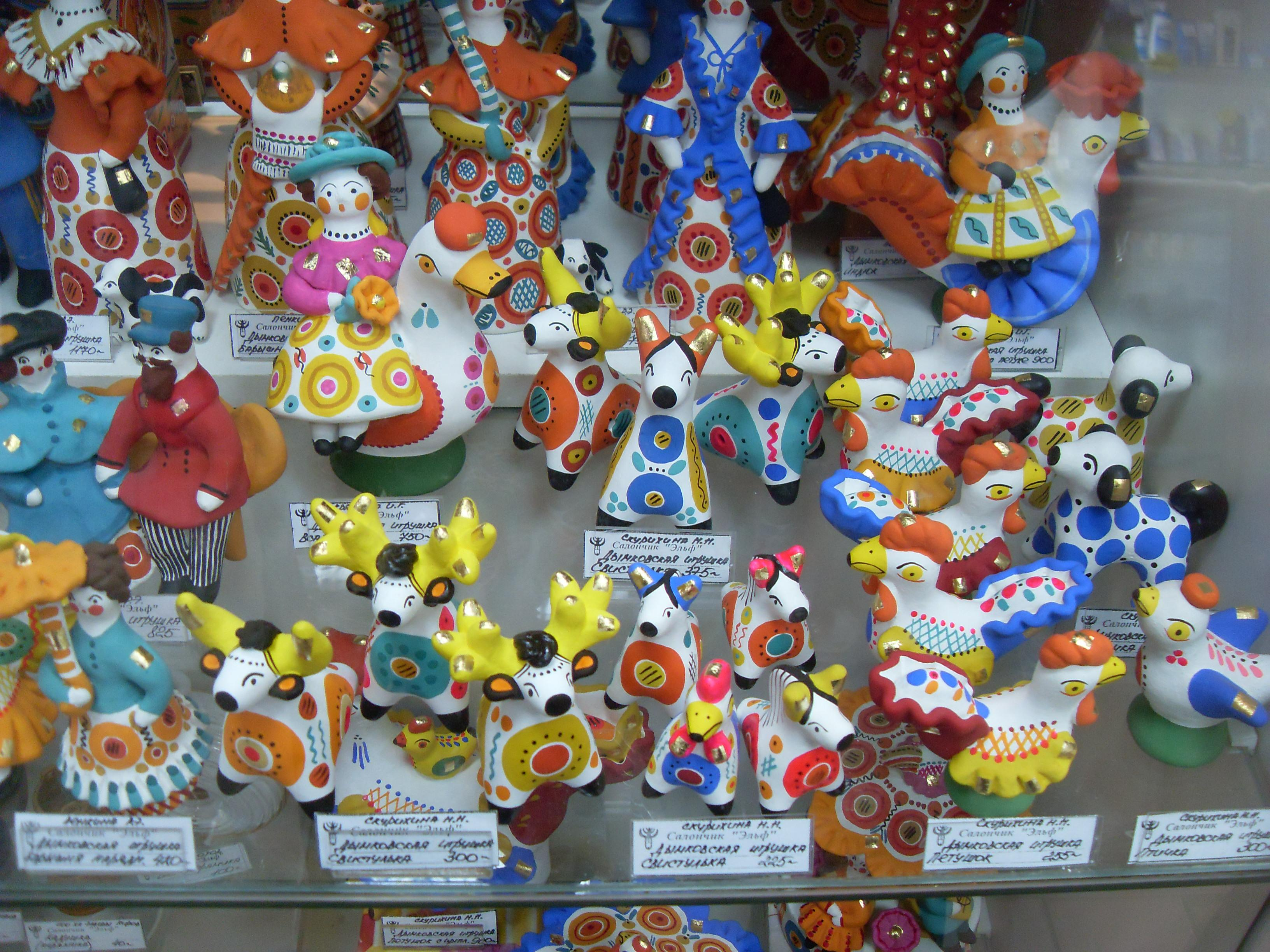
Дымковские игрушки

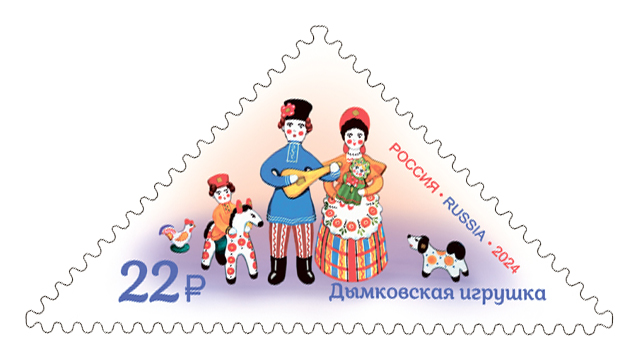
Марка Почты России, 2024 год

Ды́мковская игру́шка — один из русских народных глиняных художественных промыслов. Возник в заречной слободе Дымково, ныне входящей в городскую черту Кирова.

## История
Возникновение игрушки связывается с весенним праздником вятской свистуньи. Промысел возник среди женского населения слободы Дымково. Лепились свистульки из глины в виде коней, баранов, козлов, уток и других животных. Их красили в разные яркие цвета. Позднее, когда праздник потерял своё значение, промысел не только сохранился, но и получил дальнейшее развитие.

## Изготовление
Дымковская игрушка — изделие ручной работы. Изготовление игрушки от лепки и до росписи — процесс творческий, никогда не повторяющийся. Нет и не может быть двух абсолютно одинаковых изделий.
Для производства дымковской игрушки используется местная ярко-красная глина, тщательно перемешанная с мелким коричневым речным песком. Фигурки лепят по частям, отдельные детали собирают и долепливают, используя жидкую красную глину как связующий материал. Следы лепки заглаживают для придания изделию ровной поверхности.
После полной просушки в течение от двух до пятидесяти дней и обжига при температуре 700—900 °C игрушки покрывают темперными белилами в два-три слоя (прежде побелку осуществляли мелом, разведённым на молоке). Раньше игрушки расписывали темперными красками, замешанными на яйце с квасом, используя вместо кистей палочки и перья. Расписанную игрушку вновь покрывали взбитым яйцом, что придавало блёклым анилиновым краскам блеск и яркость. Сегодня для росписи применяются анилиновые красители и мягкие колонковые кисти. Использование широкой гаммы цветов, в которой много красного, жёлтого, синего и зелёного придаёт дымковской игрушке особую яркость и нарядность. Строго геометрический орнамент строится по разнообразным композиционным схемам: клетки, полоски, круги, точки наносятся в различных сочетаниях. Завершают украшение игрушки-ромбики из потали или сусального золота, наклеенные поверх узора.
Наиболее распространённые сюжеты: няньки с детьми, водоноски, бараны с золотыми рогами, индюшки, петухи, олени, молодые люди, скоморохи, барыни.

## Значение дымковской игрушки
Дымковская игрушка стала одним из символов Кировской области, подчеркивающим самобытность Вятского края, его древнюю историю.
Благодаря своей пластике, простоте узоров, яркости палитры дымковская игрушка широко изучается и используется в детском творчестве, воплощаясь в виде рисунков, изделий из глины и других материалов. Наряды дымковских нашли отражение в коллекциях современных модельеров одежды.
Народный «дымковский» стиль неоднократно использовался в художественных (прежде всего детских) произведениях.
В 2010 году в центре города Кирова установлена скульптурная группа «Семья», выполненная по канонам дымковской игрушки и представляющая собой группу из барыни с младенцем, мужичка с гармошкой, ребёнка со свистулькой, кошки и собаки.
Мотивы дымковского орнамента были использованы на церемонии открытия зимних Олимпийских игр 2014 года в Сочи.

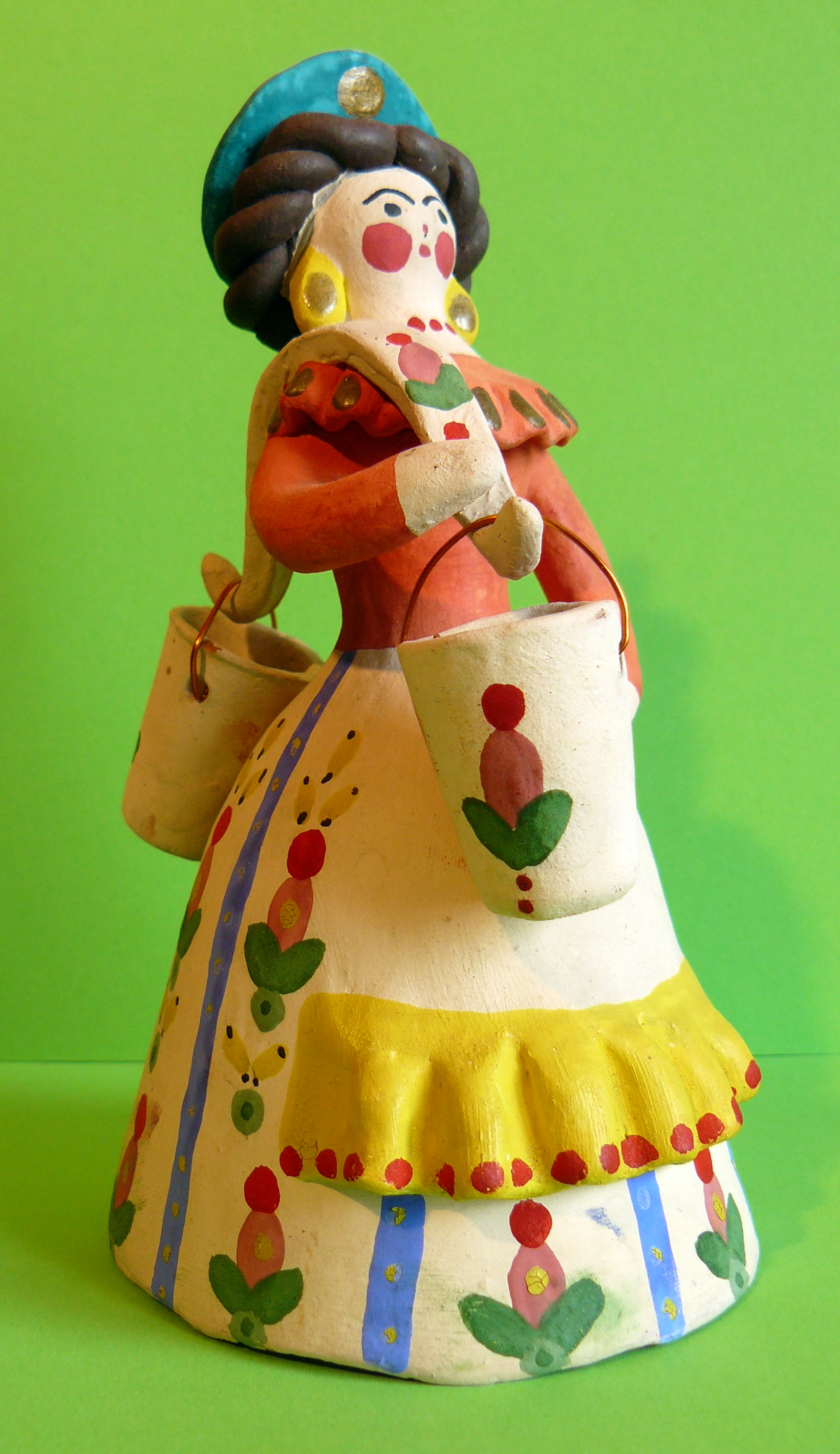
Водоноска
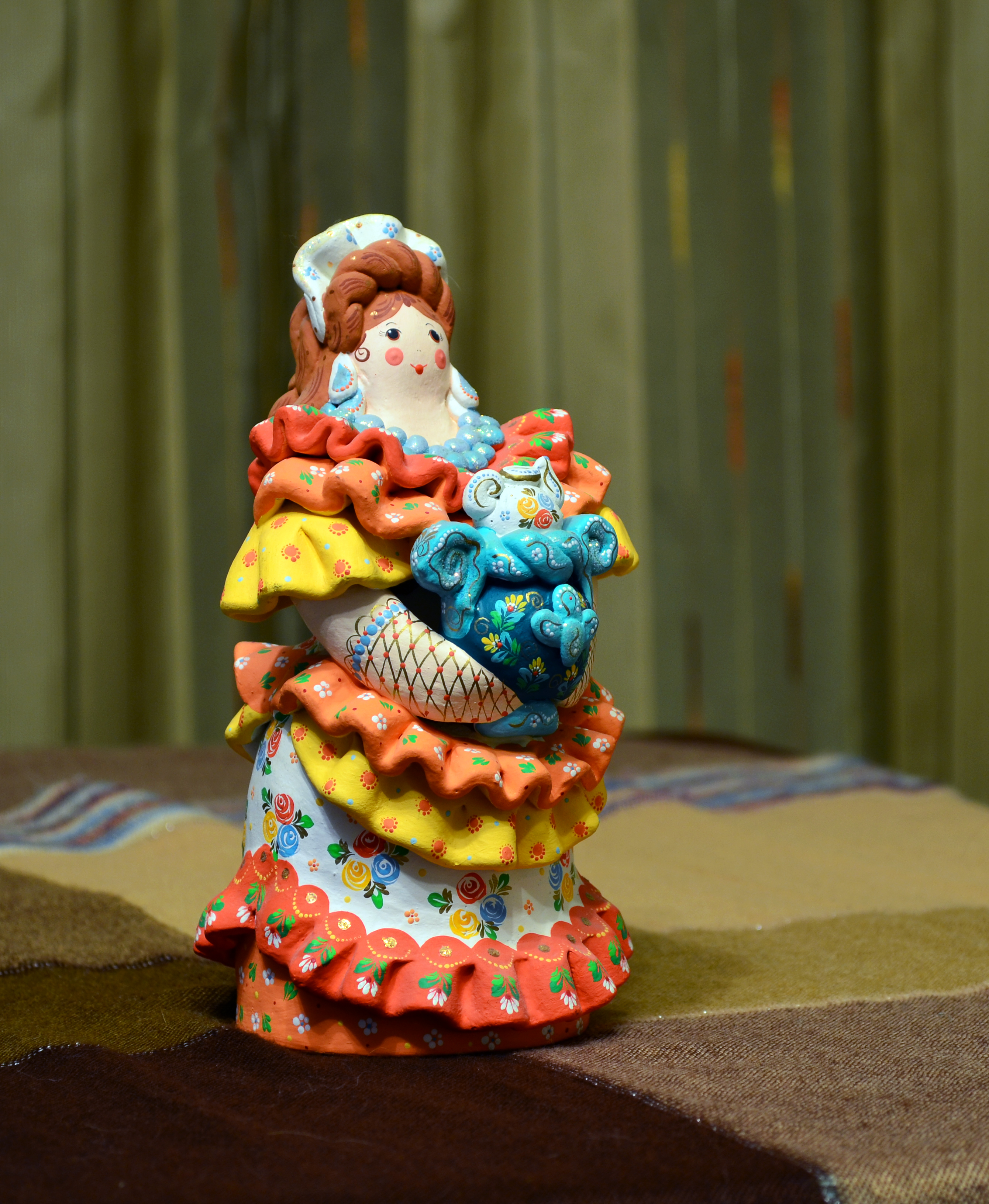
Девушка с самоваром
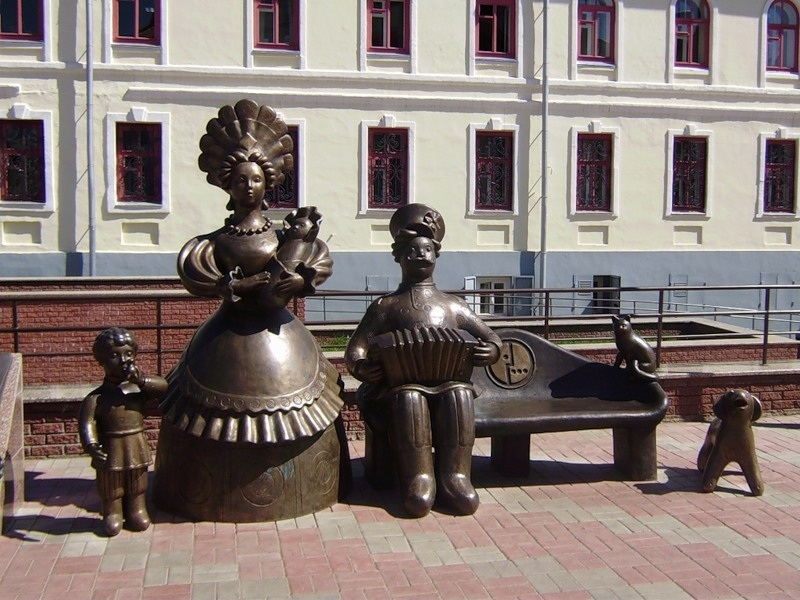
Скульптурная группа «Семья», выполненная по канонам дымковской игрушки